# Psychotria muelleriana
Psychotria muelleriana là một loài thực vật có hoa trong họ Thiến thảo. Loài này được Wawra miêu tả khoa học đầu tiên năm 1883.